# Patrick Rotman
Patrick Rotman (* 17. Februar 1949) ist ein französischer Autor und Drehbuchautor von Büchern und Filmen. Diese sind vielfach als Dokumentation angelegt. Seine Themen stammen überwiegend aus der jüngeren Zeitgeschichte und Gegenwart Frankreichs. Er schrieb auch in der bis 1981 erscheinenden Zeitschrift Politique hebdo. Promoviert wurde Rotman 1979 im Fach Geschichte. Er ist seit 2005 mit Florence Pernel verheiratet.

## Filmografie (Auswahl)
- 1988, Génération, Serie mit 15 Episoden, zusammen mit Hervé Hamon[1][2].
- 1992, La Guerre sans nom, über den Algerienkrieg, (gemeinsam mit Bertrand Tavernier)
- 1998, De Gaulle : Le retour (über De Gaulles Verhalten während der Algerienkrise)[3]
- 2000, François Mitterrand ou le roman du pouvoir
- 2002, Intimate Enemies – Der Feind in den eigenen Reihen (L’Ennemi intime)
- 2004, Été 44, (über die Zeit der Libération im Sommer 1944, 110 Min)
- 2005, La Foi du siècle. L'Histoire du communisme, Filmserie, 4x52 Min. Drehbuch
- 2005, Les Survivants, über die aus Frankreich in die Konzentrationslager Deportierten, 120 min.
- 2006, Chirac, Le jeune loup, (1932-1981), 105 Min. Und Chirac, le vieux lion, (1981-2006), 105 Min.
- 2008, 68, über das Jahr 1968 in Paris, 110 Min.
- 2009, Un mur à Berlin
- 2010, Lionel raconte Jospin (über Lionel Jospin)
- 2011, Le Grand Georges (über Georges Guingouin)
- 2011, Les Fauves (über Nicolas Sarkozy und Dominique de Villepin)
- 2013, Le Pouvoir (über François Hollande)
- 2015, La tragédie des Brigades Internationales ; 2016 deutsche Fassung: Vom Kämpfen und Sterben der Internationalen Brigaden. (über die Internationalen Brigaden in Spanien von 1936–1939)

## Werke (Auswahl)
- L'Ennemi intime, Paris, Le Seuil, 2002, 276 Seiten.
- Un Homme à histoire, Paris, Le Seuil, 2013, 548 Seiten.
- mit Laurence Devillairs, Mai 68 raconté à ceux qui ne l'ont pas vécu, Paris, Le Seuil, 2008, 160 Seiten.
- mit Hervé Hamon, Les porteurs de valises. La Résistance française à la guerre d’Algérie, Paris, Albin Michel, 1979.
- mit Hervé Hamon, Les Intellocrates, Paris, Ramsay, 1981.
- mit Hervé Hamon, La deuxième gauche, histoire intellectuelle et politique de la C.F.D.T, Paris, Ramsay, 1982, 447 Seiten.
- mit Hervé Hamon, Tant qu'il y aura des profs, Paris, Le Seuil, 1984.
- mit Hervé Hamon, Génération, T.1 Les années de rêve, Paris, Le Seuil, 1987, 615 Seiten.
- mit Hervé Hamon, Génération, T.2 Les années de poudre, Paris, Le  Seuil, 1988, 694 Seiten.
- mit Hervé Hamon, Tu vois, je n'ai pas oublié, Paris, Le Seuil, 1990, 633 Seiten, ISBN 2-02-012486-6 (Biographie von Yves Montand)
- mit Jean Lacouture, Mitterrand, Le roman du pouvoir, Paris, Le Seuil, 2000, 281 Seiten, ISBN 2-02-043862-3.

### Roman
- L’âme au poing, Le Seuil, Paris 2004
  - dt.: Die Seele in der Faust. Aus dem Franz. von Elfriede Müller. Assoziation A, Berlin 2010, ISBN 978-3-935936-89-7

## Preis
- Globes de Cristal 2007: für die Dokumentation: Chirac le jeune loup et le vieux lion